# 格里诺克
格里诺克（英語：Greenock），或译格陵诺克、格林诺克，是英国苏格兰的一个镇，位于克莱德河注入克莱德湾处。

## 名称由来
格里诺克的苏格兰盖尔语拼法Grianáig的是grianág（意为阳光照射的山丘）的与格形式。在苏格兰还有两个叫格里诺克的地方，一处在珀斯南部的卡兰德附近，另一处在东艾尔郡穆尔科克（Muirkirk）。 R. M. Smith 则认为格里诺克更有可能来自于古布立吞語的Graenag（意为多石或者多沙的地方），因为这个描述符合该地原来的地貌。Johnston表示一些盖尔人称此处为Ghónait，词源来自greannach（意为地势险峻或者多石的地方）。
历史上，格里诺克有多种拼法，例如“Grinok”、“Greenhok“、”Grinock“、”Greenhoke“、”Greinnock“以及 ”Greinok“。古老的长老会的记录使用”Grenok“这一拼法，直到1700年左右改为”Greenock“。
1717年的工廠紀錄将格里诺克拼为”Greenoak“（即绿色橡树）。当时流传一种说法，大致是在威廉街尽头靠近克莱德河有一棵绿色的橡树被渔民们用来固定他们的船。很多当地的公共建筑和旗帜上都有橡树的符号。1992年开张的橡树商场也用了绿色的橡树作为商标。但是，没有记录显示那里曾经有橡树的存在，以前的城镇纹章上也没有出现过橡树。现在这种说法通常被认为是地名从盖尔语翻译成英语中出现的谬误。

## 历史

### 早期
1296年，德格里诺克（Hugh de Grenock）被册封为男爵，而他的男爵领地的中心在今天已经消失的东格里诺克城堡。1400年左右，男爵继承人加尔布雷斯（Malcolm Galbraith）过身，因为他并无儿子，所以财产被两个女儿平分（她们也继承了爵位）。其中姐姐获得了东格里诺克后嫁给了克劳福德，妹妹则得到了西格里诺克并嫁入了索切的肖家(Schaw of Sauchie）. 1540年左右，肖家族获得了临近的男爵领地芬纳德（Finnart）。1542年，约翰·肖爵士（Sir John Schaw）建立了西格里诺克城堡。
1560年的新教改革导致本教区内的教堂被关闭。最近的教堂在6英里（10公里）外的因弗吉普（Inverkip），但是前往那里的路异常崎岖，而且在冬天几乎无法通过。于是在1589年，肖爵士从国王詹姆斯六世那里取得了修建教堂的皇家特许状。新的教堂建在西伯恩河的西岸，通常称为老西堂或者老教堂。该教堂是苏格兰宗教改革后的第一座新教教堂。
肖家族在格里诺克的影响力持续了数个世纪。1670年，肖家族的后人获得国王查理二世的准许将芬纳德和西格里诺克合并为新的格里诺克。

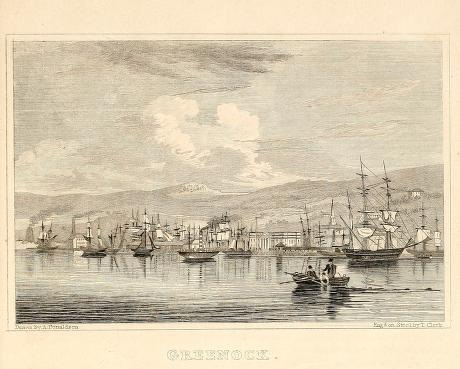
1838年的格里诺克港

### 发展
格里诺克位于克莱德河的河口，其河岸线由三个较小的河湾构成。历史上的渔村便沿着东侧的一个河湾发展。1635年，约翰·肖爵士在此修建了一个码头，于是这个河湾又称作约翰爵士湾。也是在1635年，格里诺克升格为城镇（Burgh)，因此获得了举办周集的权利。
很快，格里诺克的渔业蓬勃兴旺，当地生产的腌鲱鱼出口到各地。随之而来的是航运贸易的发展。因为上游的克莱德河水深不足以大型货船通过，格拉斯哥的商人需要在下游寻找一个卸货港口。但是，他们和格里诺克因为租费和仓库使用的问题产生了争执。后来约翰爵士击败了竞拍对手，成功买下东格里诺克的加维（Garvel)庄园，在1670年通过皇家许可合并了东西格里诺克。1668年，格拉斯哥市在上游靠近纽瓦克城堡的地方租到了13英亩土地，在这片土地上修建了格拉斯哥港。
格里诺克的领主和居民们分别在1696年和1700年两度向苏格兰议会申请修建港口的批准，但是均为获得成功。1707年《联合法案》通过后，苏格兰开启了与美洲和非洲的三角贸易，于是格里诺克居民开始筹款自行修建港口。1710年港口落成。翌年，苏格兰造船公司租到了港口和西伯恩河之间的土地（当时主要建造渔船），使得造船业在格里诺克发展。很快，格里诺克发展成为了苏格兰西岸的重要港口和造船中心。从美洲运来的烟草在此处卸下货船运往格拉斯哥，而进口的糖则就地加工。 到了1774年，随着克莱德河的疏浚，更多的货船可以西向驶往格拉斯哥，但是商人们仍在使用格里诺克港。虽然美国独立战争一度导致贸易中断，而且港口附近海盗活动不断，但格里诺克面对的市场越来越大，包括了加勒比海地区（朗姆酒和糖）、西班牙（红酒）和北美（鱼类）。捕鲸业在当地持续了40年左右。
1868年在格里诺克出现了一起骇人听闻的事件：7名当地的年轻人被强制带上了一艘前往魁北克的货船，在途中被粗暴对待，然后在纽芬兰被抛下。当这群人返回苏格兰时，其中的3个人已经死亡。船长和船员很快遭到了起诉，但只服了很短但刑期就被释放了。
格里诺克在工业革命时期成为了工业中心。水力在当时是重要的工业能源。1827年，人们将索姆湖（Loch Thom）修成了一个水库，并利用引水渠将水带到下游的造纸厂、棉花厂、羊毛厂、食糖加工厂和造船厂。

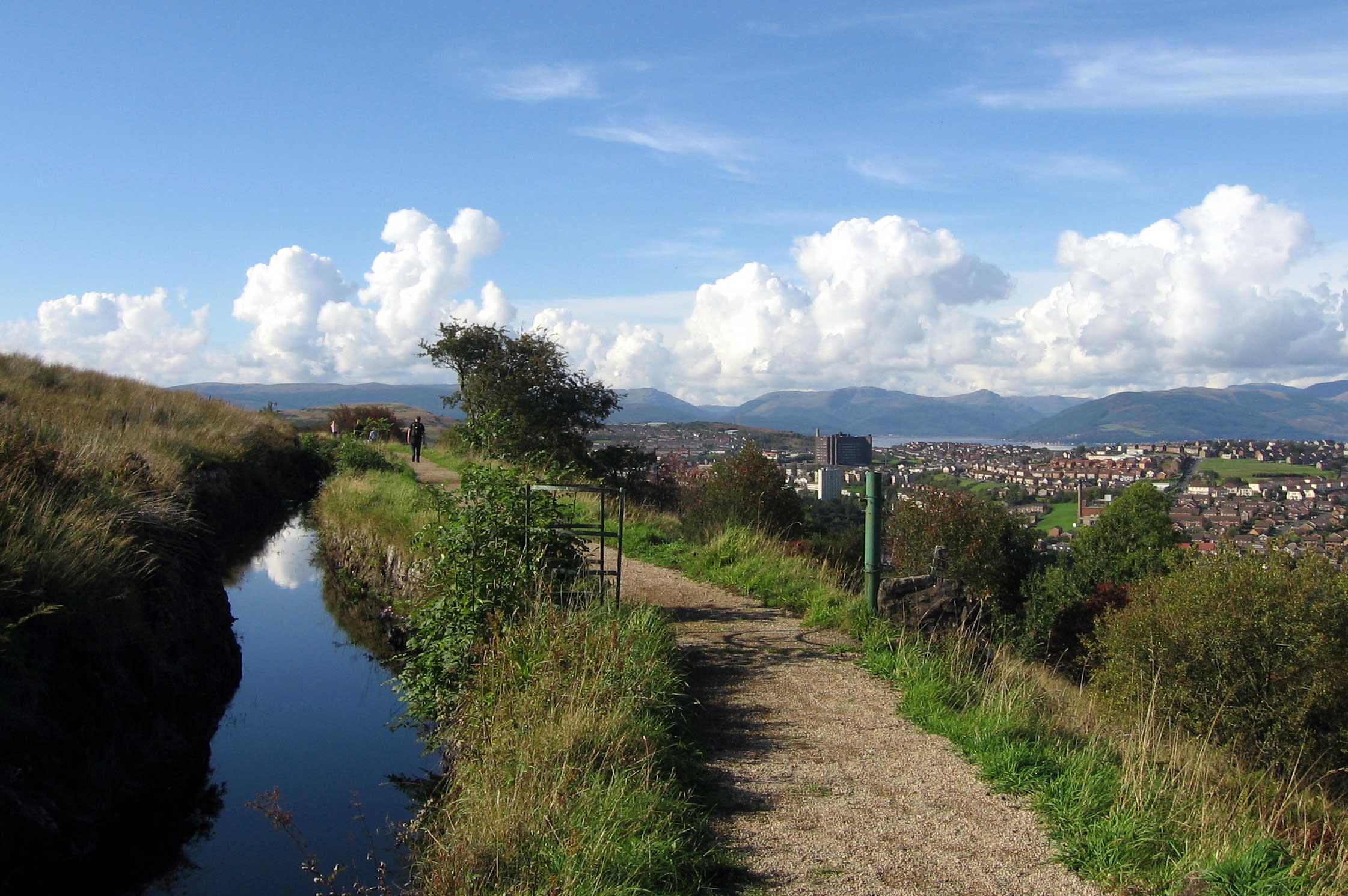
旧引水渠

1841年，格里诺克迎来了第一条铁路。首座中央车站设在卡瑟卡特街（Cathcart Street），由蒸汽火车联通格拉斯哥。铁路的出现意味着今后从格里诺克前往格拉斯哥无需再乘坐蒸汽船。1869年，格里诺克和艾尔郡铁路公司通过构筑隧道的方式将铁路延伸到了格里诺克的西端，新开的车站命名为阿尔伯特港站（后更名为王子码头站）。 而它的竞争对手喀里多尼亚铁路公司则选择将铁路线往西拓展到了古罗克（Gourock）。为了修筑这条延长线，喀里多尼亚铁路公司买下了西格里诺克城堡和它附属的宅邸并拆毁了它们。

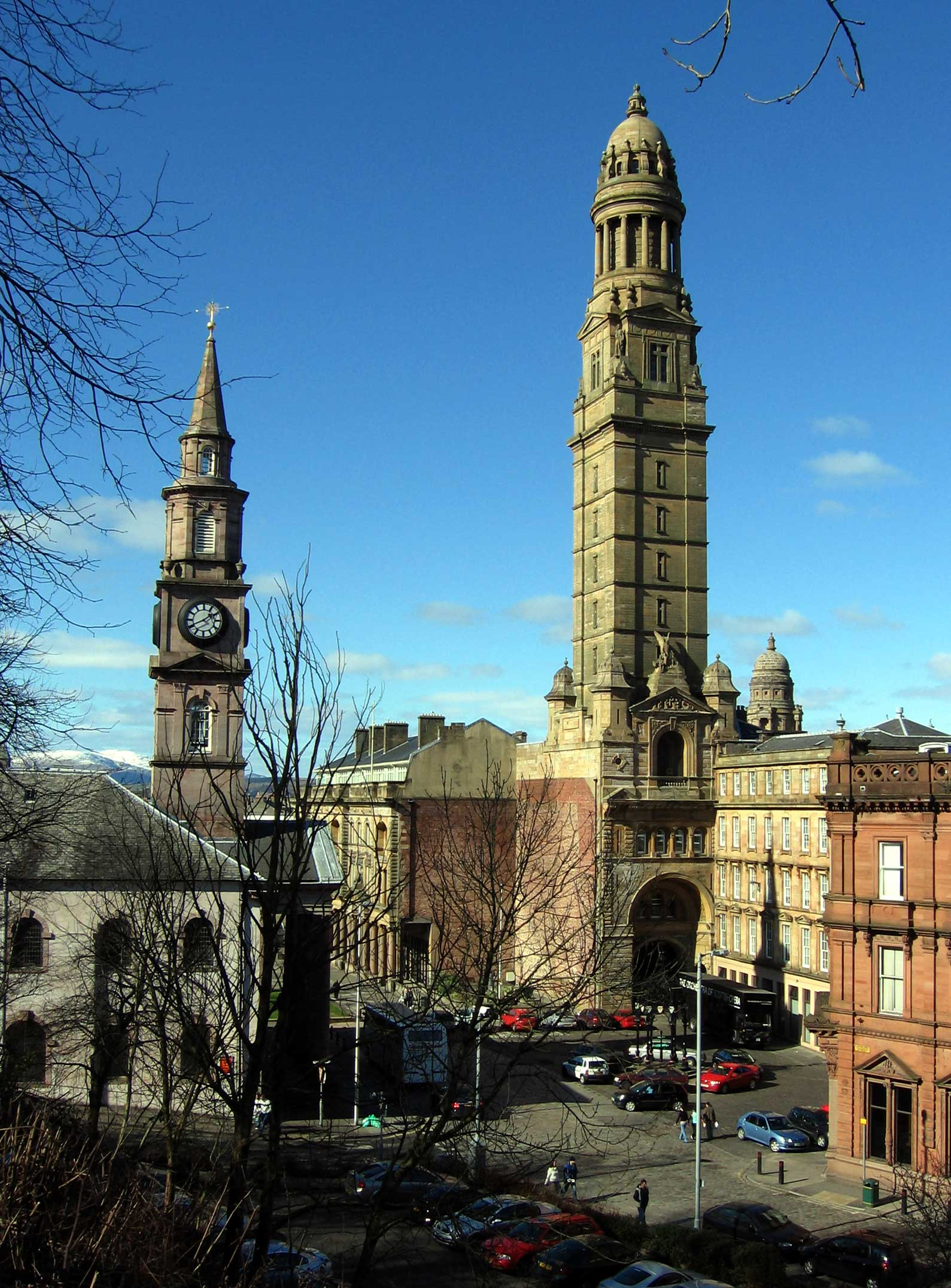
格里诺克市政厅大楼，钟塔的左侧的原有的建筑在二战中损毁，目前是盲人公园

1886年落成的市政厅体现了19世纪格里诺克的地位和财富。市政厅建筑为意大利式，并附带有一座75公尺（245英尺）高的维多利亚塔。这座塔楼由巴克莱建筑公司设计，耗时5年建造，比格拉斯哥市政厅大楼的塔还高出了1公尺。市政厅的修建耗费了19万7061镑的巨资，导致格里诺克长期陷入债务，直至1952年才还清。有趣的是，维多利亚塔原本并不在市政厅的设计中。因为原业主科文（Robert Cowan）的反对，市议会始终没有购下卡瑟卡特广场西北角的地皮。于是修改后的图纸加入了这座塔楼。虽然科文的房屋在二战中被德军炸毁，他的后人也在战后同意出让这块土地，但市政厅最终没有依照原设计进行拓展。

### 军事发展
1812战争重唤了对美国突袭英国海岸线对恐惧。1813年，在旧炮台拆除后，怀特法兰角开始建造新的炮台。1818年落成对玛蒂尔达堡在接下来的一个世纪里多次修改。堡垒西侧的土地原本是格里诺克的公共绿地，但在1907年海军部强制征收了一部分土地用来修建鱼雷工厂。剩下的一半地皮则在1914年交付给格里诺克公司，成为了公园。
1910年，负责设计并且测试鱼雷的克莱德鱼雷工厂开工。当时从伍利奇的皇家兵工厂调来了700名工人。鱼雷测试场设在附近的长湾（Loch Long）中。二战中，工厂彻底改为生产鱼雷。原来的炮台也被海军的大楼和办公室占据。战后，鱼雷工厂重新回到了鱼雷设计研发的工作上。1959年，随着所有鱼雷的研发设计全部转移到了波特兰的水下武器基地后，工厂关闭。
格里诺克在二战时遭受了严重的损失。当时防卫英国的本土舰队和大西洋舰队都停泊在此。1940年4月30日，法国沃克兰级驱逐舰梅莱-布莱热（Maillé Brézé）号在格里诺克附近海域爆炸，伤亡惨重。因为自由法国的海军以格里诺克为基地，所以在附近的里尔山上有一座纪念其舰队的十字架。
1940年10月10日，作为空军飞艇的维护基地的皇家空军格里诺克基地成立。1941年5月6日和7日晚上，约300架次的德国空军军机袭击了格里诺克。空军基地在此次袭击中受损。同时在空袭中损坏的还有市政厅对面的一座楼房，因为损毁严重而被拆除。原地址后来被改成盲人花园。

## 经济
格里诺克曾经的主要工业为造船、制糖和羊毛加工。如今，这些工业已经式微。虽然格里诺克一度转型为电子产品加工中心，但是近年来该地的经济主要依靠服务业，例如：呼叫服务、保险、银行和货运出口服务。
2012年10月格里诺克所在区域的失业率录得5.3%，高于苏格兰同期平均值3.9%。

### 航运业
格里诺克西部的王子码头是一个大型的货运港口。该港口同时服务于往返苏格兰西部的客运邮轮。
在1950和60年代，格里诺克曾经是穿梭北大西洋的邮轮的一个停泊港口。邮轮在从蒙特利尔到利物浦的途中会停靠在克莱德河河口，并由蒸汽明轮船接驳旅客上下船。
格里诺克也是皇家海军的一个后勤补给港，服务于北面的克莱德海军基地。

### 造船业
1711年，斯各特造船公司在格里诺克成立，是为世界最早的造船厂之一。1800年至1980年是格里诺克造船业的高峰期，有数千人在此设计、建造和维修各种船只。因为来自亚洲的竞争，苏格兰的造船业在1970年代开始下滑，之后船厂大量关闭，而斯各特造船公司在1967年与利斯戈船厂合并，之后又被国有化。
斯各特的船厂关闭后成为了EE的客服中心。其他一些船厂所在地则改建成了住宅区。格里诺克仍保留了部分船舶维修的工业。

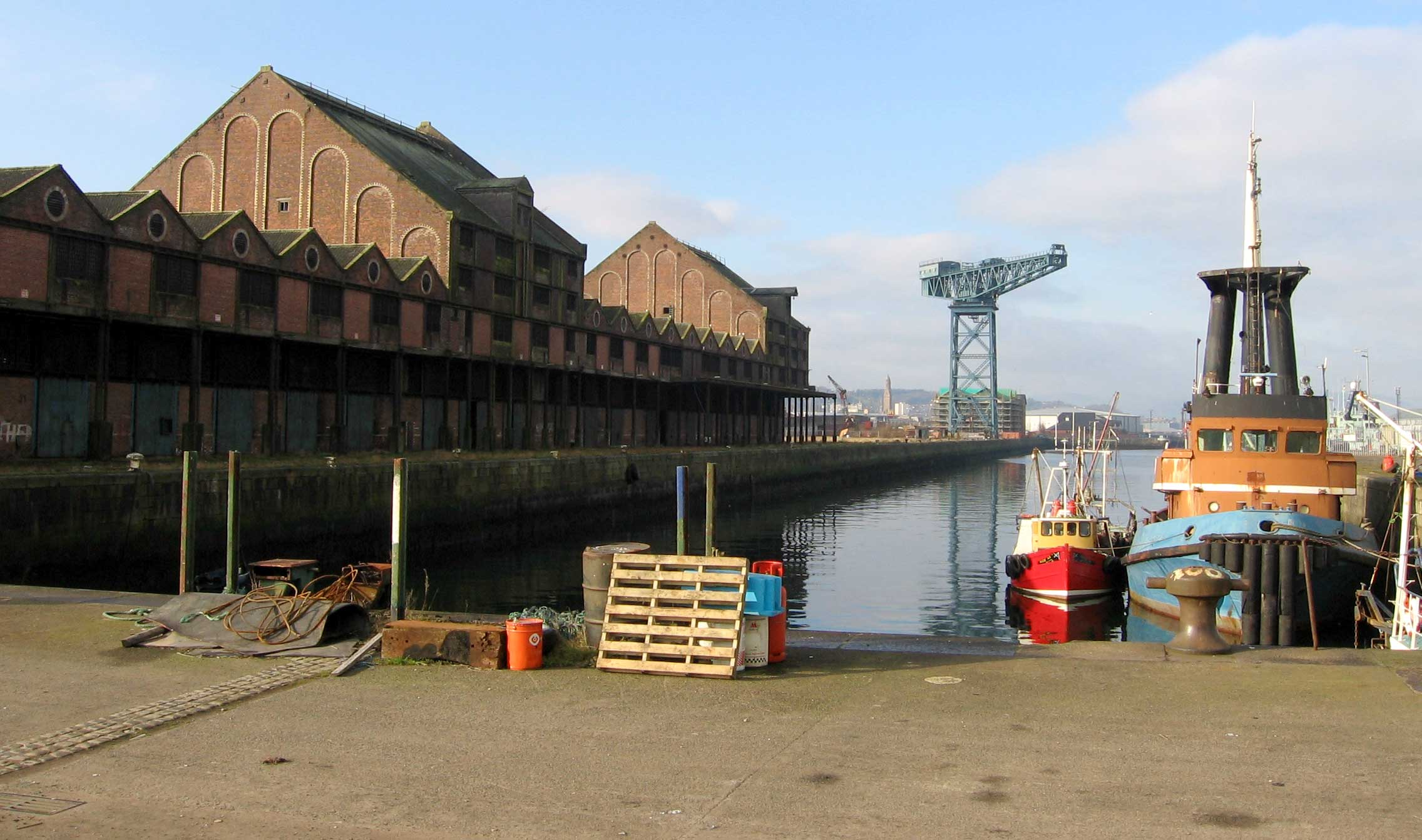
瓦特码头的糖仓库

### 糖业
格里诺克的糖业历史悠久，最早可以追溯到1765年。到了1850年，沃克（John Walker）在开了一家制糖厂。1865年，当地的铜业大亨里尔（Abram Lyle）合资买下了格里布糖厂。除去上述两家糖厂，当地在高峰时一度拥有12家糖厂。从1886年开始，进口的粗糖和出口的精糖均存放在瓦特码头的仓库里。到了19世纪末，每年有400船次的粗糖会从加勒比地区运到格里诺克。里尔在1921年和利物浦的糖商泰特（Henry Tate）合作，将名下的糖厂合并为泰特-里尔糖厂。
1997年，泰特-里尔糖厂正式关闭后，格里诺克的制糖业也寿终正寝，虽然货运码头仍保留了一个仓库用来存放待运输的加工糖。因为原瓦特码头食糖仓库颇具历史价值，所以在关闭后原计划进行修复和改造。但是在2006年6月12日傍晚，一场大火烧毁了仓库的主体建筑。事故发生后，出于公共安全的考量，市议会决定拆除部分结构，但是承诺会继续改造这座保护建筑。2007年，改造计划得到了批准。目前，原仓库和附近的码头被改造成游艇码头。

### 电子工业
IBM在1951年于格里诺克开设了工厂。此后，制造电子产品的轻工业一度成为当地的主要雇主。德州仪器从1970起在当地运营一家硅晶片制造厂。但是随着电子产品加工业逐渐转移到东欧和亚洲，当地的劳动力更多投向了服务业。EE、IBM和皇家苏格兰银行贷款中心（负责英国及爱尔兰业务）均在格里诺克设有大型客服中心。

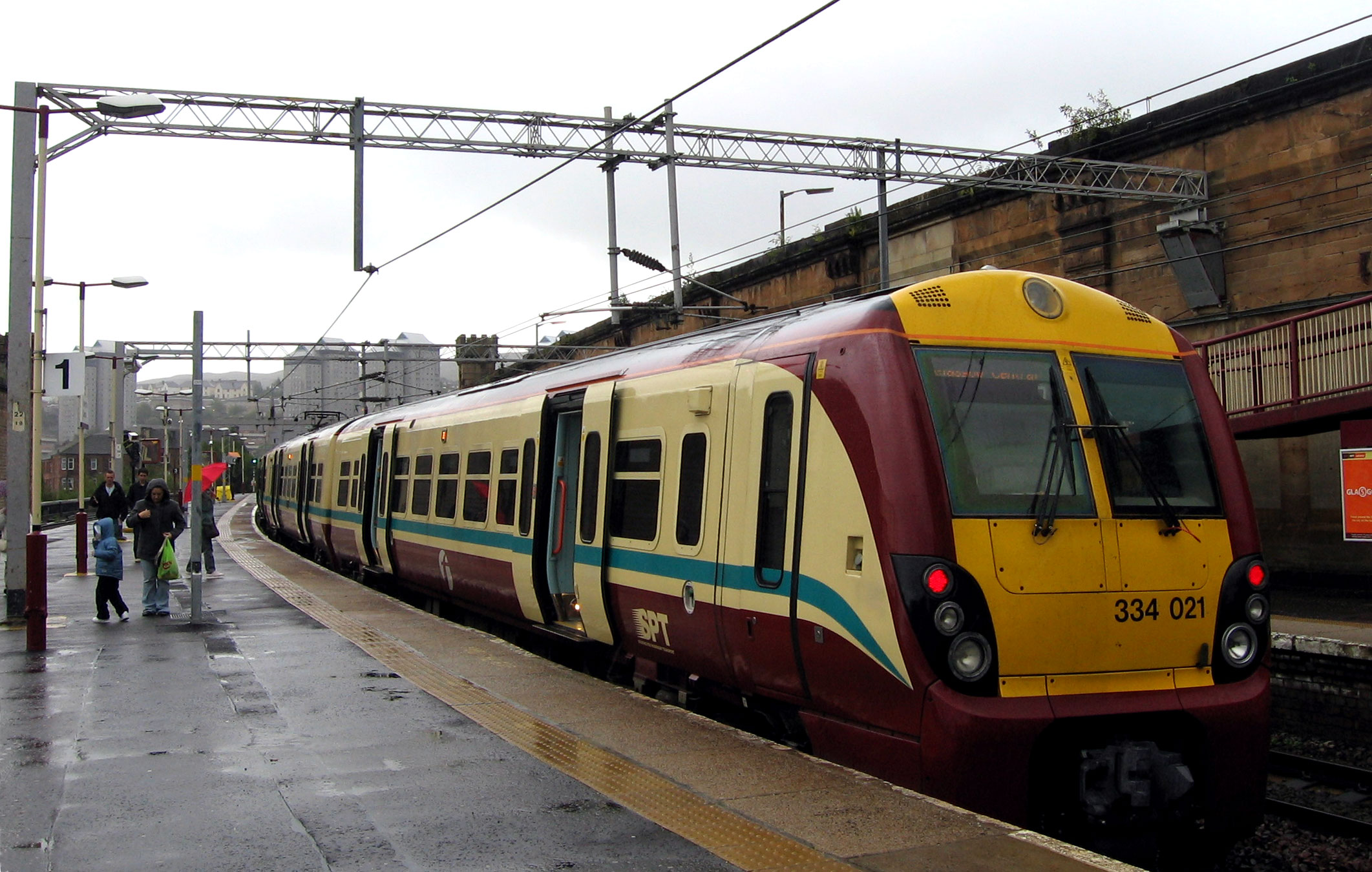
格里诺克中央站

## 交通
作为一个小城镇，格里诺克的火车站相当之多。目前投入使用的为博格斯顿站、卡斯戴尔站、格里诺克中央站、西站、玛蒂尔达堡站、温希尔站、德罗姆弗洛查尔和布兰奇顿8个火车站。相比之下，苏格兰首府爱丁堡一共只有10个车站。第9个车站位于旧IBM厂区内，现时处于关闭待修状态。
格里诺克有着全苏格兰最长的盾构隧道，长达1.9公里（1.2英里）。
本地的巴士线路覆盖了格里诺克大部分辖区，以及附近的古鲁克和格拉斯哥港。长途巴士则连接了格拉斯哥及西海岸的城镇。
A8/M8公路从爱丁堡出发，一路往西抵达格里诺克。欧洲E5公路的北起始点就在格里诺克。

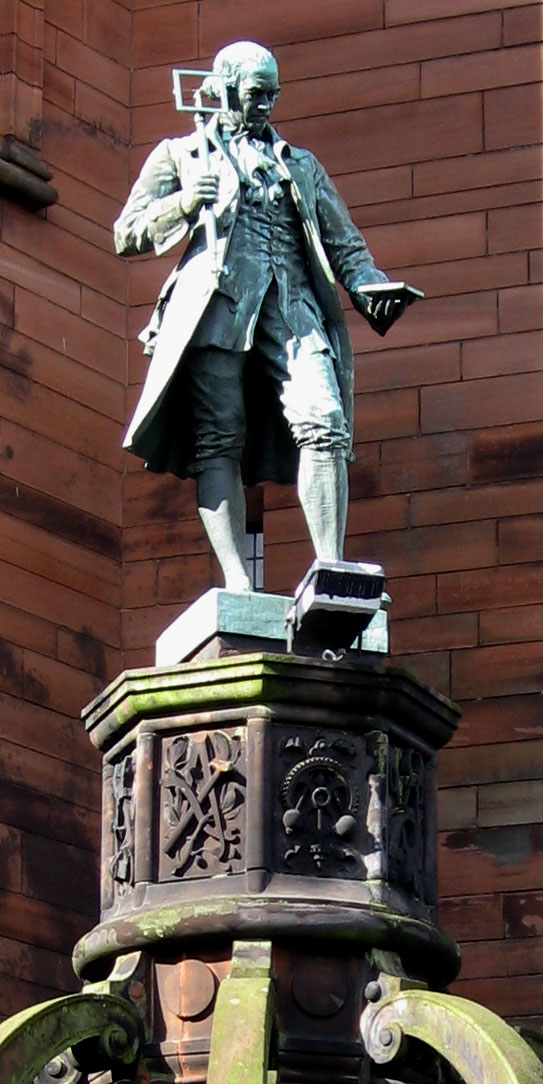
瓦特纪念学院的詹姆斯·瓦特雕像

## 媒体
《格里诺克电讯报》是格尼诺克每日发行的晚报。该报在1857年成立，是英国最古老的地方小报之一。除此之外，当地还有一家志愿者运营的网络电台Inverclyde FM，以及社区大学学生运营的网络电视。

## 名人
最为知名的格里诺克人是工程师詹姆斯·瓦特。镇上有数处纪念他的地名和一个纪念图书馆。瓦特纪念学校坐落在瓦特的出生地威廉街，学校的外墙上有一尊他的雕像。
其他知名的格里诺克居民包括作曲家麦昆（Hamish MacCunn）和华莱士（William Wallace）、小提琴家特米安卡、音乐家麦高克（John McGeoch）和里尔（Thomas Leer）、数学家斯宾塞（William Spence）和诗人德芙林（Denis Devlin）、格拉汗（W. S. Graham）和亚当（Jean Adam）等人。

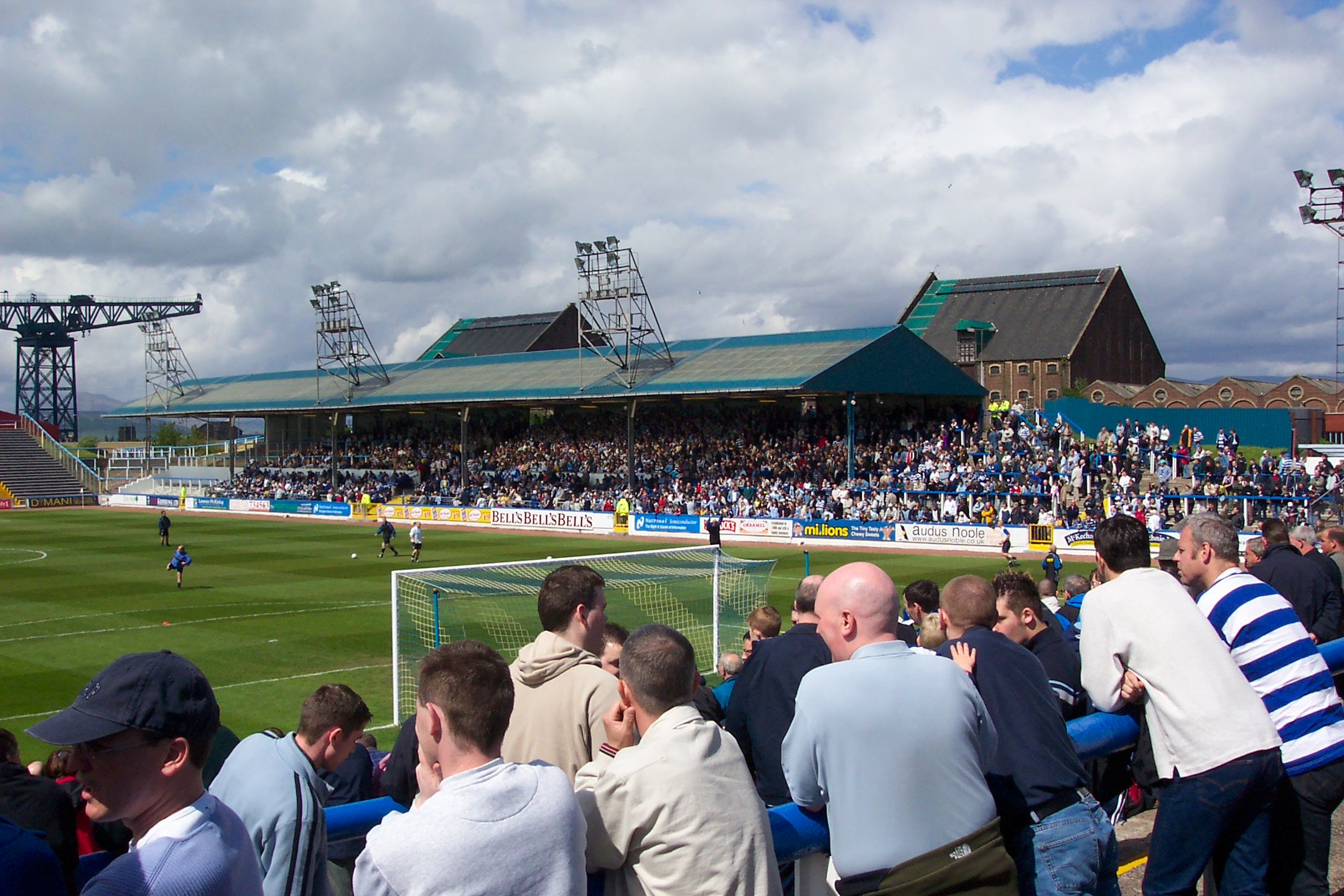
加庇落球场

## 体育
格里诺克慕顿足球俱乐部是当地的主要足球队，目前是蘇格蘭足球冠軍聯賽的参赛队。球队的主场是加庇落球场（Cappielow）。此外，当地还有一支青年球队，参加西苏格兰足球联赛。
本地的橄榄球队叫格里诺克漫步者。球队成立于1873年，是苏格兰最古老的球队之一。
其他主要的体育组织还有格里诺克板球俱乐部和高尔夫球俱乐部。
值得注意的是，首次国际女足比赛就在格里诺克举行（英格兰对苏格兰）。

## 友好城市
- 法國 滨海沃莱特（Veulettes-sur-Mer）
- 法國 卡尼-巴维尔（Cany-Barville）
- 美国 科茨维尔（Coatesville）